# Калачёв, Илья Андреевич
Илья Андреевич Калачёв (род. 18 января 2000, Самара) — российский футболист, защитник.

## Карьера

### «Динамо» Москва

#### Начало карьеры
Воспитанник самарского клуба «Юнит», в котором начал заниматься с 7 лет. Первоначально выступал в амплуа полузащитника. Первым тренером игрока был Андрей Анатольевич Чебураев. Спустя 6 лет перебрался в академию московского «Динамо», где стал играть на позиции защитника. Осенью 2016 года был заявлен в команду клуба, для участия в юношеской лиге УЕФА. Летом 2017 года стал выступать в молодёжной команде клуба. В декабре 2019 года подписал долгосрочный контракт с клубом. Вместе с молодёжной командой динамовец становился дважды бронзовым призёром и победителем молодежного первенства. Всего в молодежном первенстве провёл 64 матча, в которых отличился 7 голами и 1 результативной передачей. В августе 2020 года отправился выступать за «Динамо-2» во Вторую лигу. Дебютировал за вторую команду 10 августа 2020 года в матче против владимирского «Торпедо». Являлся капитаном команды. Провёл за клуб всего 6 матчей.

#### Аренда в «Томь»
В сентябре 2020 года футболист на правах арендного соглашения присоединился к клубу «Томь» до конца сезона. Дебютировал за клуб футболист 4 октября 2020 года в матче против московского «Торпедо», выйдя на поле в стартовом составе. Футболист быстро смог закрепиться в основной команде клуба, став одним из ключевых игроков, однако в ноябре 2020 года выбыл из стартового состава, за первую половину сезона результативными действиями так и не отличился. В феврале 2021 года футболист был отозван из аренды.

#### Аренда в «Нефтехимик»
В феврале 2024 года футболист на правах арендного соглашения присоединился к нижнекамскому «Нефтехимику» до конца сезона. Дебютировал за клуб футболист 6 марта 2021 года в матче против брянского «Динамо», выйдя на замену на 70 минуте. На протяжении сезона футболист был одним из основных игроков клуба, чередуя матчи в стартовом составе и со скамейки запасных, результативными действиями не отличившись. Вместе с клубом завершил чемпионат на итоговом седьмом месте. По окончании срока арендного соглашения футболист покинул клуб.

### «Олимп-Долгопрудный»
В феврале 2022 года футболист на правах свободного агента перешёл в «Олимп-Долгопрудный». Дебютировал за клуб футболист 6 марта 2022 года в матче против московского клуба «Спартак-2», выйдя на замену в начале второго тайма. Футболист быстро смог закрепиться в стартовом составе клуба, став одним из ключевых игроков клуба, однако результативными действиями не отличился. Завершил сезон футболист вместе с клубом на итоговом пятнадцатом месте в чемпионате. По окончании сезона футболист покинул клуб, который в последствии был расформирован.

### «Ислочь»

#### Сезон 2022
В июле 2022 года футболист на правах свободного агента перешёл в белорусский клуб «Ислочь», с которым подписал двухлетний контракт. Дебютировал за клуб футболист 16 июля 2022 года в матче против жодинского «Торпедо-БелАЗ», выйдя на замену в концовке матча. В матче заключительного тура 12 ноября 2022 года против жодинского «Торпедо-БелАЗ» футболист отличился первым результативным действием, отдав голевую передачу. На протяжении сезона футболист был одним из ключевых игроков белорусского клуба, быстро закрепившись в стартовом составе, став одним из ключевых центральных защитников, отличившись своей единственной результативной передачей. По итогу дебютного сезона футболист вместе с клубом завершил чемпионат на итоговом пятом месте.

#### Сезон 2023
В январе 2023 года футболист продолжил готовиться к новому сезону с белорусскими клубом. В рамках товарищеского матча 21 января 2023 года против борисовского БАТЭ футболист вышел на поле с капитанской повязкой. Перед началом сезона футболист был официально назначен капитаном клуба. Первый матч сыграл 18 марта 2023 года против минского «Динамо», выйдя на поле в стартовом составе. Свой дебютный гол за клуб забил в следующем матче 1 апреля 2023 года против брестского «Динамо», также отличившись своей первой результативной передачей. На протяжении сезона футболист был одним из ключевых игроков клуба, отличившись 2 забитыми голами и 3 результативными передачами. По итогу сезона футболист вместе с клубом завершил чемпионат на итоговом четвёртом месте.

#### Сезон 2024
В декабре 2023 года директор белорусского клуба сообщил, что футболист остаётся в клубе ещё на сезон, так как имеет действующий контракт. Вскоре также появилась информация о том, что к футболисту проявляют интерес клубы российской Первой лиги. Новый сезон футболист начал 3 марта 2024 года с четвертьфинального матча Кубка Беларуси против «Витебска», отличившись забитым голом. Первый матч в чемпионате футболист сыграл 15 марта 2024 года против брестского «Динамо», выйдя на поле в стартовом составе. Вместе с клубом футболист стал финалистом Кубка Беларуси, где 25 мая 2024 года уступили гродненскому «Неману». В июле 2024 года футболист покинул белорусский клуб по истечении срока действия контракта. За первую половину сезона футболист успел отличиться 2 забитыми голами в рамках Кубка Беларуси.

### «Балтика»
В июле 2024 года футболист на правах арендного соглашения присоединился к калининградской «Балтике», подписав контракт до конца сезона, с возможностью продления ещё на 2 сезона. Новый сезон в составе калининградского клуба футболист начинал на скамейке запасных. Первый свой матч футболист сыграл 18 августа 2024 года за вторую команду клуба против «Твери», выйдя на поле в стартовом составе. За основную команду клуба футболист дебютировал 25 сентября 2024 года в матче Кубка России против клуба «Луки-Энергия», выйдя на поле в стартовом составе. Однако так закрепиться у футболиста не получилось, всю первую половину сезона проведя на скамейке запасных. В ноябре 2024 года появилась информация, что футболист близок к уходу из клуба. В декабре 2024 года появилась информация, что футболист может продолжить карьеру в минском «Динамо». В декабре 2024 года футболист официально покинул клуб.

### «Динамо» Минск
В конце декабря 2024 года сообщалось, что футболист уже подписал контракт с минским «Динамо». В январе 2025 года футболист официально стал игроком белорусского клуба. Дебютировал за клуб футболист 22 февраля 2025 года в матче за Суперкубок Беларуси против гродненского «Немана», выйдя на поле в стартовом составе и став обладателем кубка. Первый матч в чемпионате футболист сыграл 16 марта 2025 года против «Сморгони», выйдя на поле в стартовом составе и заработав прямое удаление. В июле 2025 года вместе с клубом отправился на квалификационные матчи Лиги чемпионов УЕФА, где по сумме встреч уступили уступили болгарскому «Лудогорцу». Первый матч в еврокубковом турнире сыграл 31 июля 2025 года в рамках ответной встречи второго квалификационного раунда Лиги конференций УЕФА против албанской «Эгнатии». В августе 2025 года появилась информация, что футболист близок к уходу из минского клуба. Вскоре официально покинул клуб, расторгнув контракт по соглашению сторон.

## Карьера в сборных
Вызывался в юниорские сборные России до 16, 18 и 20 лет. За последнюю так и не дебютировал.

## Клубная статистика
| Выступление             | Выступление      | Выступление      | Лига | Лига | Кубок | Кубок | Итого | Итого |
| Клуб                    | Лига             | Сезон            | Игры | Голы | Игры  | Голы  | Игры  | Голы  |
| ----------------------- | ---------------- | ---------------- | ---- | ---- | ----- | ----- | ----- | ----- |
| Динамо-2 (Москва)       | ПФЛ              | 2020/21          | 6    | 0    | —     | —     | 6     | 0     |
| Динамо-2 (Москва)       | Итого            | Итого            | 6    | 0    | —     | —     | 6     | 0     |
| Томь                    | ФНЛ              | 2020/21          | 8    | 0    | —     | —     | 8     | 0     |
| Томь                    | Итого            | Итого            | 8    | 0    | —     | —     | 8     | 0     |
| Нефтехимик (Нижнекамск) | ФНЛ              | 2020/21          | 9    | 0    | —     | —     | 9     | 0     |
| Нефтехимик (Нижнекамск) | Итого            | Итого            | 9    | 0    | —     | —     | 9     | 0     |
| Олимп-Долгопрудный      | ФНЛ              | 2021/22          | 9    | 0    | —     | —     | 9     | 0     |
| Олимп-Долгопрудный      | Итого            | Итого            | 9    | 0    | —     | —     | 9     | 0     |
| Ислочь                  | Высшая Лига      | 2022             | 13   | 0    | —     | —     | 13    | 0     |
| Ислочь                  | Итого            | Итого            | 13   | 0    | —     | —     | 13    | 0     |
| Всего за карьеру        | Всего за карьеру | Всего за карьеру | 45   | 0    | —     | —     | 45    | 0     |

## Достижения
«Динамо» Минск
- Обладатель Суперкубка Беларуси: 2025